# Spiritualizing the Senses
Spiritualizing the Senses – album studyjny amerykańskiego pianisty jazzowego Horace’a Silvera, wydany z numerem katalogowym SPR 102 w 1983 roku przez Silveto Records.

## Lista utworów
Opracowano na podstawie materiału źródłowego.
Strona A
| Nr | Tytuł utworu             | Muzyka        | Długość |
| -- | ------------------------ | ------------- | ------- |
| 1. | „Smelling Our Attitude”  | Horace Silver | 6:15    |
| 2. | „Seeing with Perception” | Silver        | 5:23    |
| 3. | „The Sensitive Touch”    | Silver        | 6:51    |
|    |                          |               | 18:29   |

Strona B
| Nr | Tytuł utworu                          | Muzyka | Długość |
| -- | ------------------------------------- | ------ | ------- |
| 1. | „Exercising Taste and Good Judgement” | Silver | 5:51    |
| 2. | „Hearing and Understanding”           | Silver | 5:53    |
| 3. | „Moving Forward with Confidence”      | Silver | 7:26    |
|    |                                       |        | 19:10   |

## Twórcy
Opracowano na podstawie materiału źródłowego.
Muzycy:
- Horace Silver – fortepian
- Eddie Harris – saksofon tenorowy
- Ralph Moore – saksofon tenorowy
- Bobby Shew – trąbka
- Bob Maize – kontrabas
- Carl Burnett – perkusja

Produkcja:
- Horace Silver – produkcja muzyczna